# 서울 디자인 한마당
서울 디자인 한마당(Seoul Design Fair)은 서울특별시가 국제 산업 디자인 단체 협의회(ICSID)가 선정하는 세계디자인수도(WDC) 사업에 2010년 사업 도시로 지정되자 국제적인 디자인·문화 중심도시로 도약하기 위해 마련한 도시 기반의 종합 디자인 이벤트이다.
서울특별시의 구상에 따르면, 이 행사는 디자인의 중요성을 새롭게 부각시키고, 도시가 중심이 되어 디자인을 활용하여 경제를 발전시키며, 디자인을 통해 문화를 풍요롭게 하고, 시민의 삶의 질을 개선해나가도록 하려는 취지에서 마련되었다. 매년 개최를 목표로 2008년 10월 10일부터 30일까지 서울 잠실종합운동장과 서울도심에서 제1회 서울디자인올림픽(Seoul Design Olympic)이 개최되었다. 2009년의 경우 10월 9일에서 29일까지 진행되었으며 서울특별시 집계에 따르면 약 300만명의 국,내외 관람객이 방문하였다. 2010년에는 9월 17일부터 10월 7일까지 개최됐다

## 상징물

### 심볼마크
한국 전통의 조각보를 모티브로 제작 되었다. 형태적 측면에서 심볼 하나하나의 조각들이 결합과 조화를 이루며 새로움을 창조하도록 표현되었으며, 입체적인 구의 형태는 전 세계인이 함께하는 글로벌한 축제를 의미한다. 심볼마크에 사용된 다섯 색상은 서울디자인올림픽의 각 테마를 상징한다. 동양의 전통색인 오방색 중 양의 색인 4개의 정색과 음의 색인 1개의 간색을 사용하여 조화로운 음양의 조화를 보여준다.

### 주제어
2008년에는 디자인의 일상성을 나타내는 "Design is air"를 주제어로 선정하였으며, 2009년에는 우리모두가 디자이너라는 의미를 담은 "i DESIGN"을 주제어로 선정하였다. 2010년에는 산업을 일구고, 그 성장의 열매를 함께 나누며 서로 소통하고 배려하는 디자인의 참된 의미를 실현하고자  “Design for all”을 주제어로 선정하였다.

### 캐릭터
2009년 캐릭터는 '해치'이며 서울의 상징 해치 캐릭터는 서울의 600년 문화, 역사와 함께한 상상의 동물 해치를 형상화한 것으로 친근하고 해학적이면서도 돈후함을 살린 것이 특징이다. 이마와 구슬, 허리에 나타나는 나선형 문양은 조화와 화합의 태극문양을 모티브로 한 것이며 이마의 나선형 문양 사이의 뿔은 선과 악, 옳고 그름을 분별하는 해치의 신비한 능력을 나타낸다.
서울시민 여론조사 결과 해치에게 어울리는 색 중 하나인 황금색을 토대로 캐릭터의 따뜻하고 친근한 이미지 형성에 용이한 은행노란색과 꽃담황토색을 사용하였다.

## 행사 개요

### 2008년 제1회 서울디자인올림픽

서울디자인올림픽 2008 행사장인 잠실 종합 운동장 예상 조감도

10월 10일부터 31일까지 잠실종합운동장에서 개최되었으며, 총7분야 86프로그램을 실행하였다.

### 2009년 제2회 서울디자인올림픽
10월 9일부터 29일까지 잠실종합운동장 및 서울도심, 한강공원 등에서 개최됐다.

### 2010년 제3회 서울디자인 한마당 2010
9월 17일부터 10월 7일까지 잠실종합운동장 및 4대 디자인 클러스터(마포홍대지구,DDP지구,구로디자털지구,강남 신사동 지구)에서 개최되었다.

## 논란
행사 명칭의 변경
국제올림픽위원회(IOC)는 서울특별시가 2008년 행사를 '서울디자인올림픽(Seoul Design Olympic)'이라는 이름으로 개최하자 협의, 승인 절차 없이 '올림픽(Olympics)'이라는 명칭을 행사에 사용해 저작권을 침해했다고 비판했다. 서울특별시는 국제올림픽위원회(IOC)의 권고를 받아들여 2009년 행사의 명칭에서는 영문 명칭만을 'Olympiad'로 수정한 '서울디자인올림픽(Seoul Design Olympiad)'이라는 공식 명칭을 사용하였다. 2009년 행사 개최를 전후해 국제올림픽위원회(IOC)와 대한민국올림픽위원회(KOC)는 이 행사의 명칭에 올림픽(Olympics)과 관계되는 명칭을 사용하지 말 것을 다시 권고하였고, 서울특별시는 2010년 행사의 공식 명칭을 '서울 디자인 한마당(Seoul Design Fair)'로 변경하기로 결정했다.

## 참고 자료
본 문서에는 서울특별시에서 지식공유 프로젝트를 통해 퍼블릭 도메인으로 공개한 저작물을 기초로 작성된 내용이 포함되어 있습니다.